# Région de Hradec Králové
La région de Hradec Králové (en tchèque : Královéhradecký kraj) est une des 14 régions de la Tchéquie. Elle se situe au nord-est de la Bohême. Sa capitale administrative est la ville de Hradec Králové, littéralement « Château des Rois ».

## Subdivisions
La région compte cinq districts (en tchèque : okres), qui portent le nom de leur chef-lieu :
- district de Hradec Králové
- district de Jičín
- district de Náchod
- district de Rychnov nad Kněžnou
- district de Trutnov

## Principales communes
Population des principales villes du district au 1er janvier 2024 et évolution depuis le 1er janvier 2023 :
| Hradec Králové          | district de Hradec Králové      | 93 906 | en augmentation |
| Trutnov                 | district de Trutnov             | 29 584 | en diminution   |
| Náchod                  | district de Náchod              | 20 036 | en augmentation |
| Jičín                   | district de Jičín               | 16 230 | en augmentation |
| Dvůr Králové nad Labem  | district de Trutnov             | 15 339 | en stagnation   |
| Jaroměř                 | district de Náchod              | 12 541 | en diminution   |
| Vrchlabí                | district de Trutnov             | 12 131 | en diminution   |
| Rychnov nad Kněžnou     | district de Rychnov nad Kněžnou | 11 442 | en augmentation |
| Nové Město nad Metují   | district de Náchod              | 9 304  | en diminution   |
| Nová Paka               | district de Jičín               | 9 060  | en augmentation |
| Hořice                  | district de Jičín               | 8 587  | en augmentation |
| Červený Kostelec        | district de Náchod              | 8 299  | en diminution   |
| Nový Bydžov             | district de Hradec Králové      | 7 212  | en augmentation |
| Broumov                 | district de Náchod              | 7 166  | en diminution   |
| Dobruška                | district de Rychnov nad Kněžnou | 6 557  | en diminution   |
| Týniště nad Orlicí      | district de Rychnov nad Kněžnou | 6 187  | en augmentation |
| Kostelec nad Orlicí     | district de Rychnov nad Kněžnou | 6 178  | en augmentation |
| Hronov                  | district de Náchod              | 6 096  | en stagnation   |
| Třebechovice pod Orebem | district de Hradec Králové      | 5 851  | en stagnation   |
| Chlumec nad Cidlinou    | district de Hradec Králové      | 5 592  | en augmentation |
| Úpice                   | district de Rychnov nad Kněžnou | 5 500  | en stagnation   |
| Česká Skalice           | district de Náchod              | 5 122  | en augmentation |